# 황등도서관
황등도서관은 전북특별자치도 익산시에 있는 공립 도서관이다.

## 연혁
- 2016년 11월 23일 개관.